# Sherry

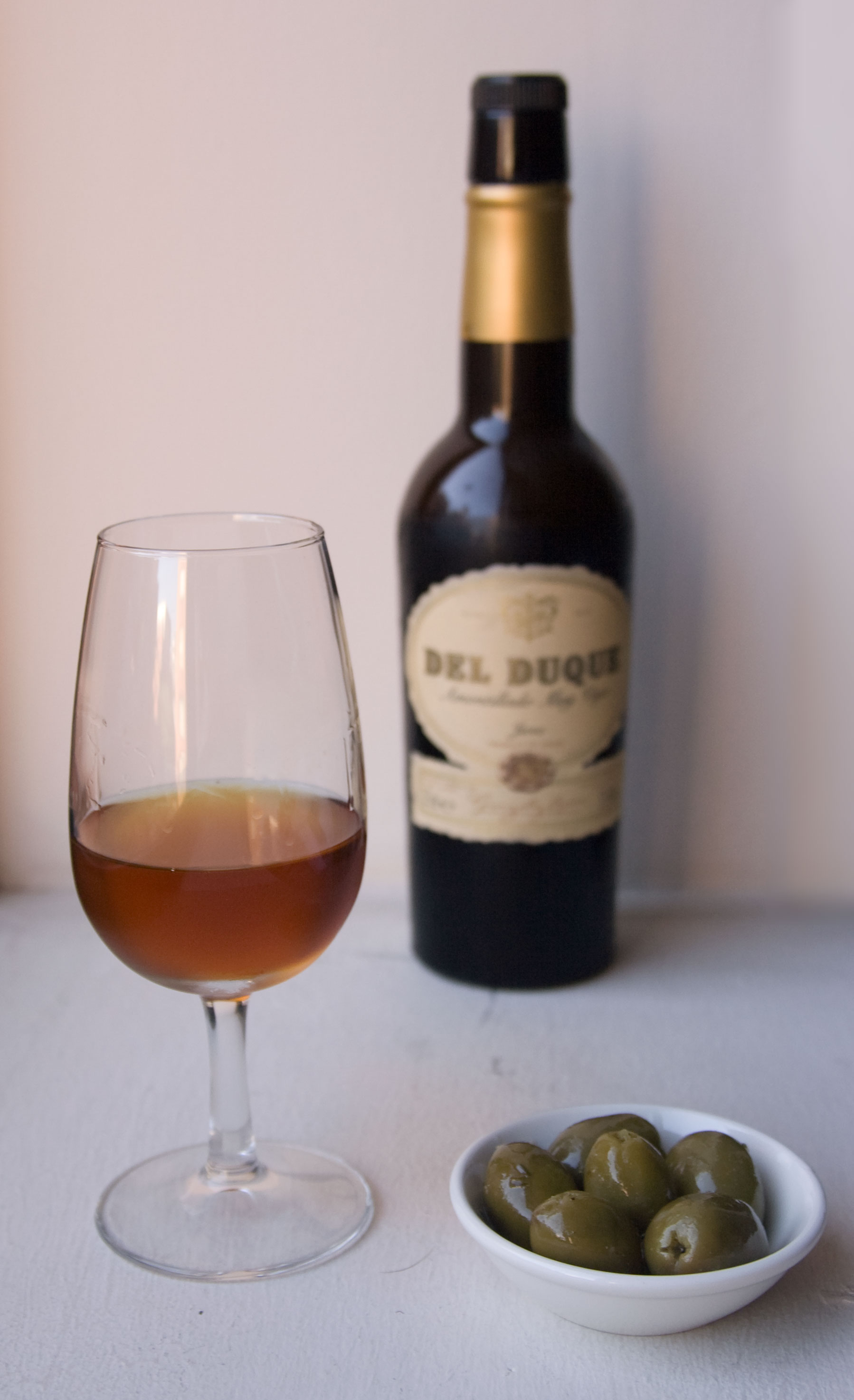
Một ly Amontillado Sherry với ô liu

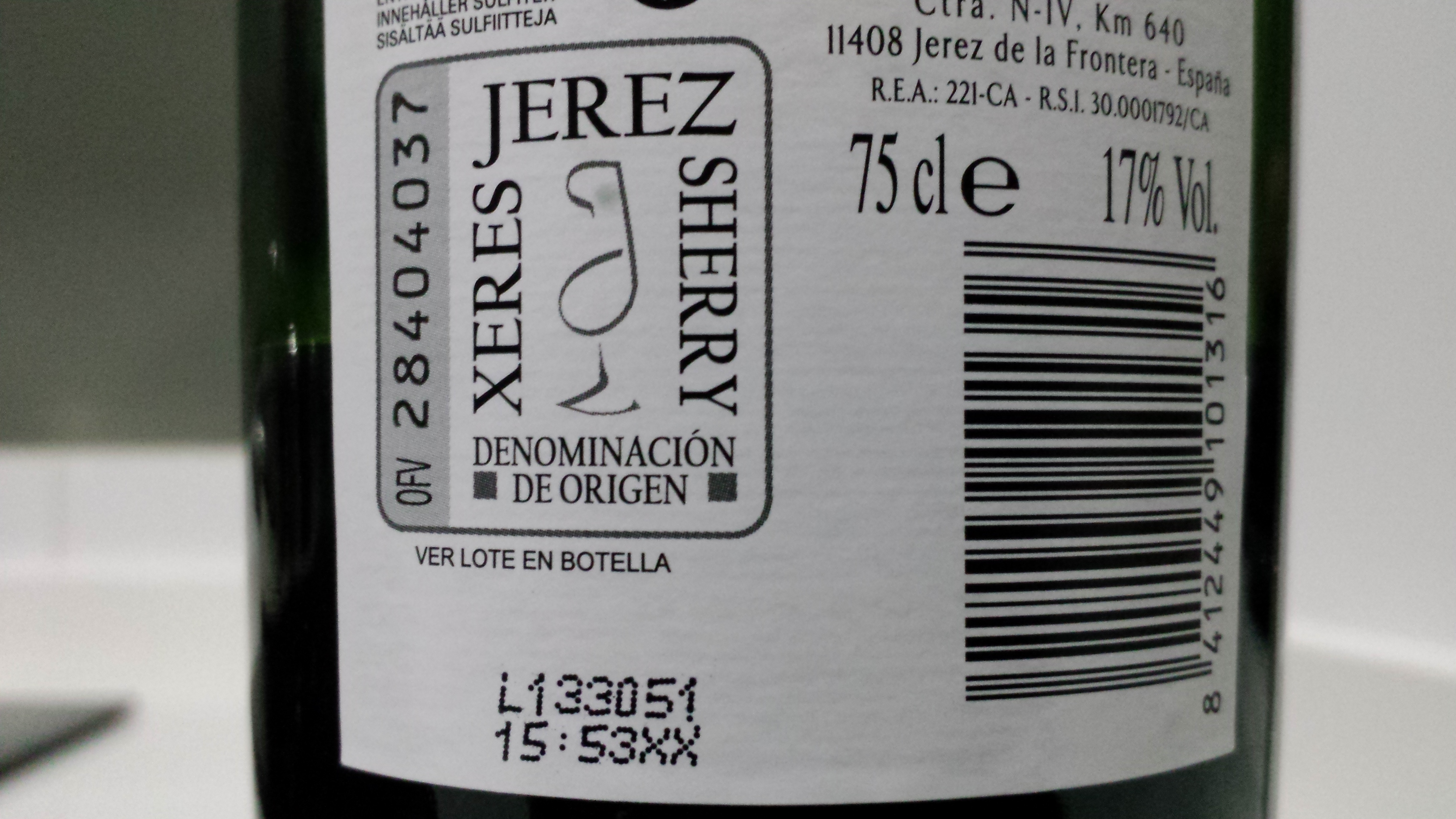
DO Sherry

Sherry (tiếng Anh: /ˈʃɛri/, tiếng Tây Ban Nha: jerez [xeˈɾeθ] or [xeˈɾes]) là một rượu vang được làm nặng thêm (tăng nồng độ rượu), làm từ nho trắng được trồng gần thị trấn Jerez de la Frontera ở Andalusia, Tây Ban Nha. Sherry được sản xuất với các phong cách khác nhau chủ yếu từ giống nho Palomino, từ phiên bản rượu nhẹ tương tự như rượu vang trắng dùng trong bữa ăn, như rượu vang Manzanilla và Fino, phiên bản màu tối hơn và nặng hơn mà được phép oxy hóa khi nó trưởng thành trong thùng, như Amontillado và Oloroso. Các loại rượu vang ngọt tráng miệng cũng được làm từ nho Pedro Ximenez hoặc Moscatel, và đôi khi được pha trộn với sherry từ nho Palomino.
Từ "Sherry" là từ anh hóa của chữ Xeres (Jerez). Ở châu Âu, "Sherry" được bảo vệ chỉ dẫn địa lý, và theo luật Tây Ban Nha, tất cả các loại rượu có nhãn là "Sherry" phải đến hợp pháp  từ Tam giác Sherry, khu vực thuộc tỉnh Cádiz giữa Jerez de la Frontera, Sanlúcar de Barrameda, và El Puerto de santa María. Năm 1933 Chỉ dẫn địa lý Jerez là chỉ dẫn Tây Ban Nha đầu tiên được chính thức công nhận theo cách này, chính thức đặt tên D.O. Jerez-Xeres-Sherry và chia sẻ các hội đồng quản trị giống như D.O. Manzanilla Sanlúcar de Barrameda.
Sau khi lên men hoàn tất, rượu vang được làm nặng thêm bằng cách thêm rượu bưởi chưng cất để tăng nồng độ cồn cuối cùng của nó. Rượu phân loại là thích hợp cho quá trình lão hóa như Fino và Manzanilla được làm nặng thêm, cho đến khi nó đạt được một nồng độ cồn tổng cộng 15,5%. Khi nó trưởng thành trong thùng, nó phát triển một lớp nấm men giúp bảo vệ rượu vang từ quá trình oxy hóa quá mức. Những loại rượu vang được phân loại để trải qua quá trình lão hóa như Oloroso được làm nặng để đạt được nồng độ cồn ít nhất là 17%. Nó không phát triển lớp nấm men, do đó hơi bị oxy hóa khi nó già đi, làm cho nó có một màu tối hơn. Bởi vì việc tăng nồng độ diễn ra sau khi lên men, hầu hết các sherry ban đầu khô, với vị ngọt được thêm vào sau đó. Ngược lại, rượu vang Port được làm nặng giữa quá trình lên men của nó, mà làm dừng lại quá trình này bởi vậy không phải tất cả đường được biến thành rượu.
Rượu vang từ các năm khác nhau được làm già và pha trộn sử dụng một hệ thống Solera trước khi đóng chai, vì vậy chai rượu sherry sẽ không thường mang một năm cụ thể và có thể chứa một tỷ lệ nhỏ rượu vang rất cũ. Sherry được nhiều người viết về rượu  cho là "bị đánh giá thấp"  và một "kho tàng rượu bị bỏ quên.